# 금사중학교
금사중학교(錦絲中學校)는 대한민국 부산광역시 금정구 서동에 있는 공립 중학교이다.

## 학교 연혁
- 1979년 1월 : 금사중학교 설립 인가(30학급)
- 1982년 2월 : 제1회 졸업식(696명)
- 1986년 3월 : 특수학급 1학급 설치
- 2001년 3월 : 남녀공학으로 학칙 변경(8학급 남녀 258명 입학)
- 2005년 3월 : 부산광역시교육청지정 교육과정 연구학교
- 2006년 3월 : 부산광역시교육청지정 평생교육 연구학교
- 2007년 3월 : 부산광역시교육청지정 교원능력개발평가, 방과후학교 연구학교
- 2010년 3월 : 부산광역시교육청지정 생활지도 연구학교
- 2014년 3월 : 부산광역시교육청지정 공교육 만족 프로젝트 선도학교(2년차)
- 2025년 2월 : 제44회 졸업식 (51명, 총 졸업생 16,404명)
- 2025년 3월 : 제20대 박재형 교장 취임
- 2025년 3월 : 제47회 입학식(3학급 48명)

## 참고 자료
- 금사중학교 - 한국교육학술정보원 학교알리미